# Дружковский фарфоровый завод
Дружковский фарфоровый завод (укр. Дружківський фарфоровий завод) — промышленное предприятие в городе Дружковка Донецкой области.

## История
Дружковский фарфоровый завод был построен в 1971 году, в ноябре 1971 года выпустил первые фарфоровые изделия и был введён в эксплуатацию в 1972 году, он стал одним из крупнейших и самых современных предприятий фарфоро-фаянсовой промышленности на территории УССР (производственные мощности завода составляли 25 млн фарфоровых изделий в год, максимальные объёмы производства достигали 26,5 млн фарфоровых изделий в год).
Все производственные процессы были механизированы, основной продукцией являлся фарфор (в первую очередь, чайная, кофейная и столовая посуда), также изготавливались статуэтки и иные художественные изделия. Завод работал в кооперации с другими предприятиями города (улучшение оборудования и оснастки проходило под руководством инженера Дружковского машиностроительного завода В. Д. Калашника, позднее занявшего должность главного конструктора фарфорового завода: он сумел внести коррективы в гидросхемы прессов и усовершенствовать цепные толкатели, применявшиеся при перемещении фарфоровых изделий).
В 1983 году к заводу была проведена трамвайная линия.
В советское время завод являлся одним из ведущих предприятий города, на балансе предприятия находились объекты социальной инфраструктуры.
После провозглашения независимости Украины государственный завод был преобразован в общество с ограниченной ответственностью.
Вступление Украины в ВТО в мае 2008 года (с последовавшим увеличением импорта в страну готовых фарфоровых изделий) и начавшийся в 2008 году экономический кризис осложнили деятельность завода, но в 2010 году ситуация стабилизировалась, к началу 2011 года завод увеличил объёмы реализации продукции. В 2012 году завод инвестировал 106 млн. гривен в оснащение цеха.
20 мая 2013 года по результатам рассмотрения заявления украинских предприятий-производителей фарфора (которое подписал и ООО «Дружковский фарфоровый завод») Межведомственная комиссия по международной торговле Украины приняла решение о проведении специального расследования в отношении импорта на Украину фарфоровой посуды. По результатам расследования ММРТ, 23 апреля 2014 года правительство Украины ввело специальную пошлину в размере 35,6 % на импорт в страну посуды, столовых и кухонных приборов из фарфора независимо от страны происхождения (в связи с введением запрета, весной 2015 года Египет заявил протест в комитет по защитным мерам ВТО, но пошлина отменена не была).
В 2013 году на заводе была введена в строй новая немецкая производственная линия по выпуску ресторанного фарфора, в результате номенклатура выпускаемой продукции увеличилась. После начала вооружённого конфликта на востоке Украины на работу были приняты 9 переселенцев из зоны боевых действий, что увеличило общую численность работников предприятия до 340 человек.
В мае 2017 года завод стал единственным производителем фарфора на территории Украины и выступил за продление срока таможенной пошлины на импорт в страну фарфоровых изделий иностранного производства.